# Cacheo

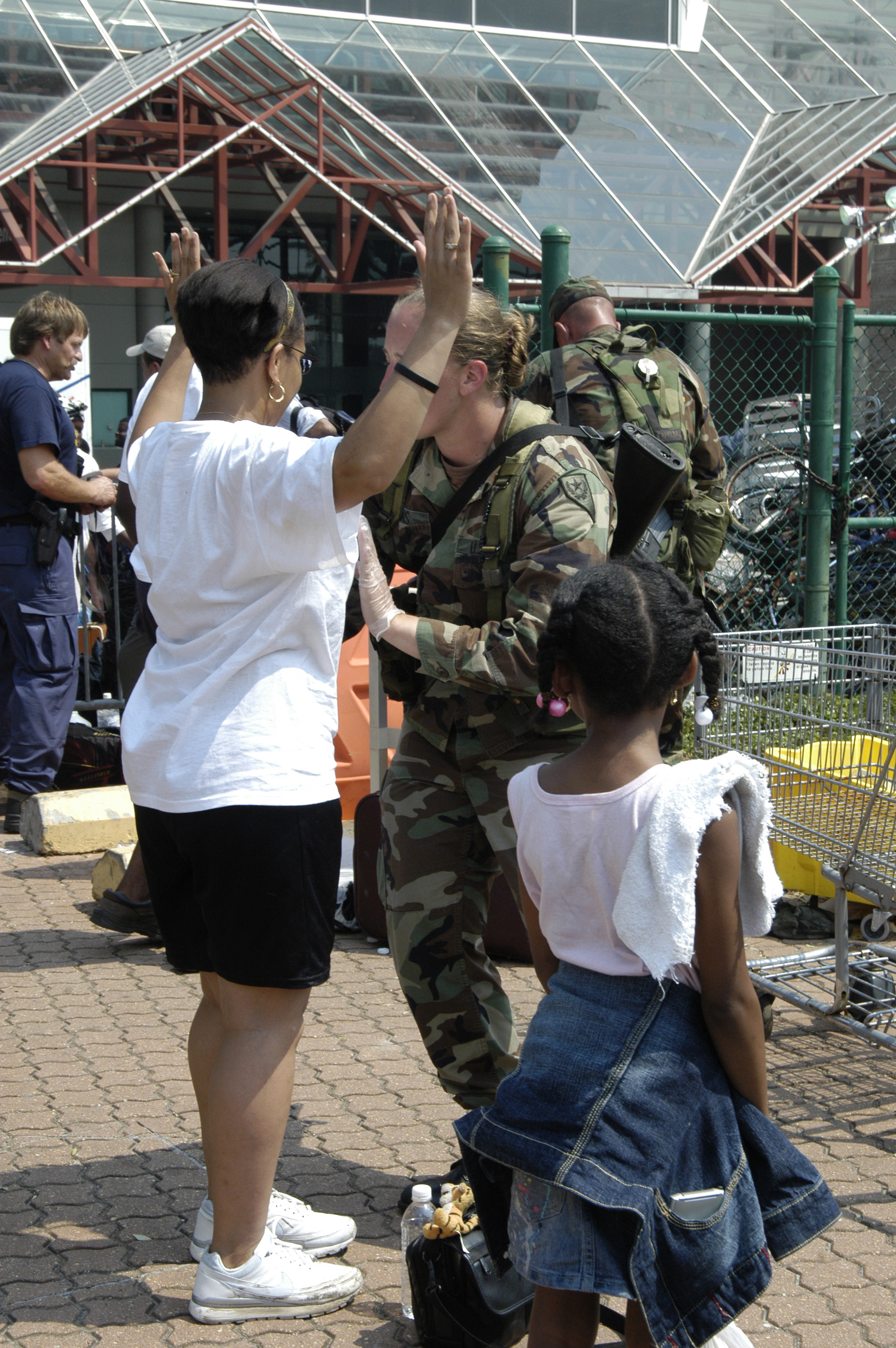
Una evacuada es registrada antes de ser trasladada en avión desde Nueva Orleans después del huracán Katrina.

 Se denomina registro superficial o cacheo a una técnica de seguridad por la cual se utiliza el sentido del tacto para percibir o reconocer elementos que puedan representar un riesgo. El mismo constituye en revisar de forma superficial al individuo para determinar si oculta o posee algún objeto entre sus prendas.

## Ámbitos
En la seguridad privada este procedimiento es realizado generalmente a la entrada de locales bailables donde está prohibido el ingreso con armas u otros elementos que generen riesgos como cuchillos. También es frecuente este tipo de controles en la entrada a eventos masivos como conciertos o eventos deportivos (a veces es realizado conjuntamente con personal de seguridad pública).
En lo que respecta a la seguridad pública es realizado en las circunstancias que el personal policial considera necesario frente a situaciones que pueden generar riesgos para cualquiera de los actores (preventor, sujeto al cual se realiza el procedimiento o sospechoso, o terceros) o en circunstancias determinadas como, por ejemplo, en el labora de prevención.
No se debe confundir con una requisa, para la cual se debe contar con autorización (tácita o expresa) de la justicia y se debe realizar la correspondiente acta (conjuntamente con sus requisitos).

## Procedimiento
Si en el momento de realizar el registro superficial, el personal policial determina que se cuentan con objetos riesgosos, puede solicitar ser mostrados y/o puede proceder a realizar la correspondiente requisa.
En lo que respecta al procedimiento en si, depende los riegos que representes y otras circunstancias, es común que se solicite que den la espalda al preventor y apoyen las manos de forma visible sobre una pared o el móvil policial. Esto le otorga al personal policial mayor control de la situación para poder realizar el procedimiento.
Es común que se realice este procedimiento conjuntamente a la acreditación de identidad.
La realización del mismo debe respetar el pudor de las personas y ser realizado por personal del mismo sexo. Se deben respetar los principios de proporcionalidad y moderación, y dado que el mismo constituye una intervención en la zona íntima, desde el punto de vista de la proxémica, el personal de seguridad (público o privado) debe tomar los recaudo necesarios para cualquier reacción inesperada (desde explicar lo que se está haciendo y la razón hasta la toma de mayores medidas de seguridad, todo de acuerdo a las circunstancias que circunscriben el hecho).
En lugares fijos de ingreso o egreso de personas tales como oficinas públicas, juzgados, establecimientos carcelarios, aeropuertos u otros lugares especiales se pueden utilizar un escáner corporal que representan una solución tecnológica, pero dado a sus altos costos no es utilizado de forma masiva.